# Pone Kingpetch
Pone Kingpetch, de son vrai nom Mana Sridokbuab, est un boxeur thaïlandais né le 12 février 1935 à Hua Hin et mort le 31 mars 1982 à Bangkok.

## Carrière
Passé professionnel en 1954, il remporte à 3 reprises le titre de champion du monde des poids mouches : le titre unifié le 16 avril 1960 face à Pascual Pérez puis la ceinture WBA en 1963 et en 1964. Kingpetch met un terme à sa carrière en 1966 sur un bilan de 28 victoires et 7 défaites.

## Distinction
- Pone Kingpetch est membre à titre posthume de l'International Boxing Hall of Fame depuis 2023.

## Référence
1. ↑  Pascual Perez 111 lbs lost to Pone Kingpetch 112 lbs by SD in round 15 of 15 (boxrec.com)